# Браун, Эрлен
Эрлен Браун (англ. Earlene Brown; 11 июля 1935, Ларедо, Техас — 21 мая 1983, Комптон, Калифорния), в девичестве (англ. Dennis) — американская легкоатлетка, специалистка по толканию ядра и метанию диска. Выступала за сборную США по лёгкой атлетике в 1956—1964 годах, обладательница бронзовой медали летних Олимпийских игр в Риме, двукратная чемпионка Панамериканских игр, многократная победительница и призёрка первенств национального значения. Член Национального зала славы лёгкой атлетики (2005).

## Биография
Эрлен Браун родилась 11 июня 1935 года в городе Латексо, штат Техас. 
Познакомилась с лёгкой атлетикой в 1943 году, когда в качестве волонтёра сотрудничала с Департаментом полиции Лос-Анджелеса. Имела успехи в бросании мяча в баскетбольную корзину и поэтому стала специализироваться на толкании ядра. В старшей школе тренеры заметили в Эрлен большой талант и пытались подвести её к Олимпиаде 1952 года в Хельсинки, но в то время она несерьёзно относилась к тренировкам и оказалась не готова.
Пришла в большой спорт в 1956 году, уже будучи замужем и родив сына, когда стала сотрудничать с титулованным копьеметателем Стивом Сеймуром — благодаря его содействию удостоилась права защищать честь страны на летних Олимпийских играх в Мельбурне, где стала шестой в толкании ядра и четвёртой в метании диска.
С 1959 года тренировалась с командой Tigerbelles из Университета штата Теннесси, став подопечной тренера Эда Темпла. В этом сезоне успешно выступила на Панамериканских играх в Чикаго — превзошла здесь всех соперниц в толкании ядра и метании диска.
На Олимпийских играх 1960 года в Риме завоевала бронзовую медаль в толкании ядра и показала шестой результата в метании диска.
К Олимпийским играм 1964 года в Токио Браун испытывала проблемы со зрением и выступала в массивных очках, из-за этого ей было сложно соблюсти правильную технику, и в итоге она заняла среди толкательниц ядра лишь 12-е место.
После завершение карьеры в лёгкой атлетике в 1965 году некоторое время выступал в Roller Games, контактном виде спорта на роликовых коньках. В 1975 году окончательно ушла из спорта и занялась работой в салоне красоты.
Умерла 1 мая 1983 года в Комптоне в возрасте 47 лет.
В 2005 году посмертно введена в Национальный зал славы лёгкой атлетики.